# Subrahmanyan Chandrasekhar
Subrahmanyan Chandrasekhar (tiếng Tamil: சுப்பிரமணியன் சந்திரசேகர், tiếng Anh: /ˌtʃʌndrəˈʃeɪkɑr/; 19/10/1910 – 21/8/1995) là một nhà thiên văn vật lý người Mỹ gốc Ấn Độ. Ông giành giải Nobel vật lý cùng với William Alfred Fowler do những nghiên cứu của họ trong lý thuyết về cấu trúc và sự phát triển của các ngôi sao. Ông là cháu của Nobel gia người Ấn Độ C. V. Raman. 

## Tiểu sử
Chandrasekhar sinh ra ở Lahore, Punjab, Anh Ấn (bây giờ là Pakistan) trong một gia đình Tamil Iyer, là con trai thứ ba trong số mười người con của Sita Balakrishnan, và Chandrasekhara Subrahmanya Iyer, hay còn gọi là C.S. Iyer, một viên chức trong Cơ quan kế toán và kiểm toán Ấn Độ.. Tên gọi Chandrasekhar là một trong những danh hiệu của Shiva, có nghĩa là "người giữ Mặt Trăng" trong Sanskrit, và là một tên gọi Hindu phổ biến. Ông chú nội của Chandrasekhar cũng là một nhà vật lý người Ấn Độ và là một Nobel gia C. V. Raman. C. S. Iyer giữ vị trí là phó tổng kiểm toán của cơ quan đường sắt Đông bắc ở Lahore khi Chandrasekhar sinh ra. Tiếng mẹ đẻ của ông là tiếng Tamil. Bố của Chandra cũng có thể chơi nhạc Carnatic bằng violon, ông cũng viết một số quyển sách nghiên cứu về âm nhạc học. Mẹ ông giành công sức để nuôi dưỡng ông trở thành đứa trẻ thông minh và bà còn dịch cuốn "Ngôi nhà búp bê" của Henrik Ibsen sang tiếng Tamil. Bà cũng khuyến khích phát triển sớm trí tò mò của Chandra.
Chandrasekhar được học ở nhà từ bé cho đến cấp hai và sau đó ông học trường phổ thông Hindu, ở Triplicane, Madras, Anh Ấn từ 1922-1925. Sau khi tốt nghiệp, ông học tại trường Presidency College, Chennai từ 1925 đến 1930, nhận bằng cử nhân Vật lý tháng 6 năm 1930. Tháng 7 năm 1930, Chandrasekhar nhận được học bổng của chính phủ Ấn Độ để học tập tại đại học Cambridge, nơi ông học là Trinity College và trở thành sinh viên nghiên cứu dưới sự hướng dẫn của giáo sư R. H. Fowler. Theo lời khuyên của giáo sư P. A. M. Dirac, một nhà vật lý nổi tiếng và cũng hướng dẫn ông, 
Chandrasekhar đến nghiên cứu 1 năm tại Institut for Teoretisk Fysik (Viện Vật lý lý thuyết) ở Copenhagen Đan Mạch, nơi ông gặp giáo sư Niels Bohr. Hè năm 1933, Chandrasekhar nhận bằng tiến sĩ tại đại học Cambridge, và vào tháng 10 ông được chọn làm thành viên danh dự của Trinity College trong giai đoạn 1933-37. Trong thời gian này, ông trở thành người quen của giáo sư Sir Arthur Eddington và giáo sư E. A. Milne. Tháng 9 năm 1936, Chandrasekhar cưới Lalitha Doraiswamy, là bạn học cùng trường Presidency College, Madras, và ông là người hướng dẫn năm thứ nhất cho cô. Trong tự truyện Nobel của ông, Chandrasekhar viết "sự hiểu biết kiên nhẫn của Lalitha, sự ủng hộ và động viên của bà ấy là nhân tố chính trong cuộc sống của tôi."